# Spiros Spiru (judoka)
Spiros Spiru (gr. Σπύρος Σπύρου; ur. 13 kwietnia 1956) – cypryjski judoka, olimpijczyk.
Spiru wystartował w judo na igrzyskach olimpijskich w Moskwie (1980). Wystąpił w wadze ekstralekkiej (do 60 kg). W pierwszej rundzie (czyli 1/16 finału) pokonał reprezentanta Madagaskaru Mamodaliego Ashikhoussena, jednak w kolejnej rundzie przegrał z Brytyjczykiem Johnem Hollidayem.
W 1986 roku wystąpił na mistrzostwach Europy w Belgradzie, gdzie startował w kategorii do 65 kg. Przegrał w pierwszej rundzie (1/16 finału) z Andreasem Fischerem z Niemiec.